# Luigi Barlassina
Luigi Barlassina (Torino, 30 aprile 1872 – 27 settembre 1947) è stato un patriarca cattolico italiano, patriarca di Gerusalemme dei Latini dal 1920 al 1947.

## Biografia
Nato il 30 aprile 1872 a Torino, sede dell'omonima arcidiocesi, fu ordinato presbitero il 22 dicembre 1894 a Torino dall'arcivescovo Davide Riccardi.
Il 9 agosto 1918 papa Benedetto XV lo nominò vescovo titolare di Cafarnao e vescovo ausiliare di Gerusalemme dei Latini; ricevette l'ordinazione episcopale l'8 settembre seguente da Basilio Pompilj, cardinale vicario, coconsacranti Pietro Alfonso Iorio, già arcivescovo di Taranto, e l'arcivescovo Americo Bevilacqua, già vescovo di Alatri.
Arrivò in Palestina il 28 ottobre 1918 e fu subito nominato vicario generale dal patriarca Filippo Camassei.
Dopo l'elevazione a cardinale di quest'ultimo, Benedetto XV, il 16 dicembre 1919, lo nominò amministratore apostolico e poi, l'8 marzo 1920, patriarca di Gerusalemme dei Latini.
Morì il 27 settembre 1947 dopo 27 anni di governo pastorale del patriarcato.

## Genealogia episcopale e successione apostolica
La genealogia episcopale è:
- Cardinale Scipione Rebiba
- Cardinale Giulio Antonio Santori
- Cardinale Girolamo Bernerio, O.P.
- Arcivescovo Galeazzo Sanvitale
- Cardinale Ludovico Ludovisi
- Cardinale Luigi Caetani
- Cardinale Ulderico Carpegna
- Cardinale Paluzzo Paluzzi Altieri degli Albertoni
- Papa Benedetto XIII
- Papa Benedetto XIV
- Cardinale Enrico Enriquez
- Arcivescovo Manuel Quintano Bonifaz
- Cardinale Buenaventura Córdoba Espinosa de la Cerda
- Cardinale Giuseppe Maria Doria Pamphilj
- Papa Pio VIII
- Papa Pio IX
- Cardinale Alessandro Franchi
- Cardinale Giovanni Simeoni
- Cardinale Antonio Agliardi
- Cardinale Basilio Pompilj
- Patriarca Luigi Barlassina

La successione apostolica è:
- Vescovo Igino Michelangelo Nuti, O.F.M. (1922)
- Vescovo Godric Kean (1924)
- Vescovo Franz Fellinger (1929)